# Tribuno Memmo
Tribuno Memmo (o Menio) (... – Venezia, 991) è stato il 25º doge della Repubblica di Venezia.

## Biografia

### Giovinezza
Patrizio veneziano della famiglia Memmo, era imparentato con la famiglia dei Candiano per aver sposato Marina, figlia di Pietro IV Candiano. Ebbero un figlio di nome Maurizio.

### Dogado
Pare che si sia trasferito solo verso la fine del suo dogado nel palazzo ducale, che era ancora in restauro dopo l'incendio avvenuto alla destituzione del doge Pietro IV Candiano. Durante il suo dogado la basilica di San Marco divenne per decreto una proprietà dogale, una sorta di cappella privata nella quale le funzioni ecclesiastiche erano delegate ad un primicerio (dal latino primicerius, che indicava l'ufficiale iscritto per primo sulla tavoletta di cera: in questo caso indicava il prelato posto a capo dei diaconi e dei chierici).
Inizialmente, l'imperatore Ottone II rinnovò i privilegi commerciali che già erano stati siglati con molti dogi, il giorno 7 giugno 983. Successivamente, le tensioni tra la fazione che appoggiava il Sacro Romano Impero, capeggiata dalla famiglia Coloprini, e quella più vicina all'impero d'oriente, appoggiata dai Morosini, portarono all'assassinio di Domenico Morosini. Per il timore di rappresaglie la famiglia Coloprini scappò da Venezia e si rifugiò a Verona presso l'imperatore d'occidente, che impose il bando dei commerci a Venezia. La città di Cavarzere si ribellò a Venezia ed il vescovo di Belluno ne invase alcuni possedimenti. Nel frattempo, a Venezia furono bruciate le case degli esuli e le loro famiglie furono prese in ostaggio. Alla morte di Ottone II, avvenuta a Roma il 7 dicembre 983, i Coloprini ottennero il perdono e tornarono a Venezia, ma tre di loro furono poi uccisi. Il capofamiglia, Stefano, si era invece rifugiato presso il duca di Toscana.

### Ultimi anni e morte
Per cercare di riallacciare i rapporti con l'impero d'oriente e controbilanciare il potere dell'impero d'occidente, Tribuno Memmio mandò il proprio figlio Maurizio a Costantinopoli, ma non ottenne nulla. Nel 991 fu costretto ad abdicare e a ritirarsi nel monastero benedettino di San Giorgio Maggiore,  Pare che sia morto nello stesso anno.